# 林隆喜
林 隆喜（はやし たかのぶ、1946年 - ）は、中国出身の日本の写真家。

## 概要
1946年、中国の大連に生まれる。まもなく家族で日本へ移り、大分県別府市を経て京都府へと移った。高校卒業後に東京へ移り、1967年に東京綜合写真専門学校を卒業。その後沢渡朔のアシスタントを2年間務め、1969年からファッション雑誌のフリーランスになる。ヘアメイク・着物を始め、主にファッション写真の分野で活躍し、1980年代からは母校である東京綜合写真専門学校（1983年から）を始め、日本写真学園、日本写真芸術専門学校等でも講師として教鞭を取っている。また、この頃から現在まで、数々の個展を開催している。1990年以降は作品の制作に重点を移し、1995年にはコニカ写真奨励賞を受賞した。

## 略歴
- 1946年 - 中国大連市に生まれる
- 1967年 - 東京綜合写真専門学校本科卒
- 1969年 - フリーとなりファッション誌を中心に活動
- 1983年 - 東京綜合写真専門学校講師となる
- 1986年 - 第2回東川賞新人作家賞受賞
- 1992年 - 毎日新聞夕刊で1年半写真を連載「幸せの構図」
- 1995年 - コニカ写真奨励賞受賞
- 1996年 - 日本写真学園講師となる
- 1997年 - 日本カメラフォトコンテスト審査員
- 1998年 - 日本カメラ「境界線クルーズ」連載
- 2001年 - ポラロイド20x24インチプロジェクト参加
- 2003年 - 日本写真芸術専門学校講師となる

## 作品
林の作品はモノクロが中心である。林のこれまでの唯一の写真集は、1982年からおよそ1年間かけて制作し、1986年に刊行した「ZOO」である。上野や多摩、東武などを始めとする、日本各地の動物園で撮影したユニークな写真を集めたもので、この作品は第2回東川町国際写真フェスティバルにて東川賞新人作家賞を受賞した。

## 個展
- 1983年：「アフターマス(ZOO)」新宿ニコンサロン
- 1985年
  - 「ROOF」銀座ニコンサロン
  - 「メヒコ」ツァイト ・ フォト ・サロン
- 1987年：「ZOO&ROOF」ピクチャー・ フォト ・ スペース
- 1994年：「晴れの風景」銀座ニコンサロン
- 1996年：「祝祭列島」コニカフォトプラザ
- 2000年：「境界線クルーズ」新宿ニコンサロン
- 2002年：「ZOO1983」パストレイズ
- 2010年：「spot  light」メスタージャ
- 2014年
  - 「冬日」メスタージャ
  - 「メヒコ」TAPギャラリー
  - 「アラベスク」past rays

## グループ展
1986年　　「日本現代写真展」スペイン他巡回
1986年　　東川町国際写真フェステイバル（北海道）
1987年　　「EMPATHY・日本現代写真家展」Visual Studies Workshop
1987年　　ロチェスター、 ニューヨ ーク他巡回
1989年　　「オリエンタリズムの絵画と写真」ホワイトミュージアム（世界デザイン博覧会、名古屋）、松梼美術館（東京）他巡回
1989年　　「写真新世紀展- 8人のニュ ーエイジ ・ フォトグラファー」六本木WAVEストアデイズ
1990年　　「自然を愛する芸術家たち」グリーンミュージアム（国際花と緑の博覧、会大阪）、目黒区美術館（東京）
1994年　　「写真の青春」エッグギャラリー（東京）
1995年　　「記録・創造する眼」日本現代写真史展　日本橋三越・富士フォトサロン
1995年　　「写真都市東京」東京都写真美術館
1997年　　「光への旅」札幌市写真ライブラリ
1998年　　「仮想庭園」東京都写真美術館
1999年　　「写真表現の軌跡」東京都写真美術館
2001年　　「現代写真の系譜」新宿ニコンサロン
2006年　　「日本の近代美術」国立近代美術館
2007年　　「昭和第4部」東京都写真美術館
2008年　　「近代日本の美術」国立近代美術館
2011年　　「子供の情景」東京都写真美術館
2016年　　「東京。TOKYO」東京都写真美術館
2017年　　「ふたしかなその日」東京芸術大学

## 出版
1986年　　「ZOO」自費出版

## 受賞
1986年　　東川国際写真フェスティバル新人作家賞
1996年　　コニカ奨励賞

## コレクション
- パリ国立図書館
- 東川町（北海道）
- 東京都写真美術館
- ポラロイド（アメリカ本社）
- 国立近代美術館
- 上海美術館